# 八路軍前總衛生部製藥所
八路軍前總衛生部製藥所，曾經經營制造原料药、注射剂、片剂等產品，當時在1939年成立，直至在1941年，和另一家一二九師製藥廠合併，則是現時双鹤药业前身的，第十八集團軍野戰衛生部製藥廠的。
该药厂也是現時華潤集團旗下的華潤醫藥一分子。

## 外部連結
- 北京双鹤药业股份有限公司 （页面存档备份，存于）